# Cagutsán
Cagutsán (Barangay Cagutsan) es un barrio de la ciudad de Surigao  situado en la isla de Bayagnán, adyacente a la costa noroeste de la también isla de Mindanao. Forma parte de  la provincia de Surigao del Norte  en la Región Administrativa de Caraga, también denominada Región XIII. Para las elecciones está encuadrado en el Segundo Distrito Electoral.

## Geografía
Cagutsán se encuentra 16 kilómetros al nordeste de la ciudad  de  Surigao ocupando el extremo suroccidental   de  la isla de Bayagnán, lindando al norte con el barrio de Sugbay y al sureste con el de San José.

## Historia
A finales del siglo XIX  formaba parte del  Tercer Distrito o provincia de Surigao: Con sede en la ciudad de Surigao comprendía  el NE. y Este de la isla de Mindanao y, además, las de Bucas, Dinágat, Ginatúan, Gipdó, Siargao, Sibunga y varios islotes entre los que se encontraba Bayagnán.